# Villanova sull'Arda
Villanova sull'Arda is een gemeente in de Italiaanse provincie Piacenza (regio Emilia-Romagna) en telt 1928 inwoners (31-12-2004). De oppervlakte bedraagt 36,5 km², de bevolkingsdichtheid is 54 inwoners per km².
De volgende frazioni maken deel uit van de gemeente: Cignano, Sant'Agata, Soarza.

## Demografie
Villanova sull'Arda telt ongeveer 758 huishoudens. Het aantal inwoners daalde in de periode 1991-2001 met 4,1% volgens cijfers uit de tienjaarlijkse volkstellingen van ISTAT.
| Jaar | Inwoneraantal |
| ---- | ------------- |
| 1991 | 2012          |
| 2001 | 1930          |

## Geografie
De gemeente ligt op ongeveer 42 meter boven zeeniveau.
Villanova sull'Arda grenst aan de volgende gemeenten: Besenzone, Busseto (PR), Castelvetro Piacentino, Cortemaggiore, Monticelli d'Ongina, Polesine Parmense (PR), San Pietro in Cerro, Stagno Lombardo (CR).
Agazzano · Alseno · Alta Val Tidone · Besenzone · Bettola · Bobbio · Borgonovo Val Tidone · Cadeo · Calendasco · Caorso · Carpaneto Piacentino · Castel San Giovanni · Castell'Arquato · Castelvetro Piacentino · Cerignale · Coli · Corte Brugnatella · Cortemaggiore · Farini · Ferriere · Fiorenzuola d'Arda · Gazzola · Gossolengo · Gragnano Trebbiense · Gropparello · Lugagnano Val d'Arda · Monticelli d'Ongina · Morfasso · Ottone · Piacenza · Pianello Val Tidone · Piozzano · Podenzano · Ponte dell'Olio · Pontenure · Rivergaro · Rottofreno · San Giorgio Piacentino · San Pietro in Cerro · Sarmato · Travo · Vernasca · Vigolzone · Villanova sull'Arda · Zerba · Ziano Piacentino
- Gemeinsame Normdatei: 4553142-0
- Virtual International Authority File: 247829780

1. ↑  https://demo.istat.it/?l=it.